# One West Waikiki
One West Waikiki är en amerikansk TV-serie som sändes 1994-1996.

## Rollista i urval
- Detective Mack Wolfe - Richard Burgi
- Dawn 'Holli' Holliday M.E. - Cheryl Ladd
- Captain Dave Herzog - Paul Gleason